# Норфолкский язык
Норфолкский язык (самоназвание Norf'k) — язык коренных жителей острова Норфолк. Происходит от принесённого на остров переселенцами с острова Питкэрн питкэрнского креольского языка, на основе английского языка образца XVIII века и таитянского языка. Имеет официальный статус на острове Норфолк, наряду с английским.
В связи со всё большей открытостью Норфолка внешнему миру на острове всё более укрепляются позиции английского языка, а норфолкский постепенно выходит из употребления. Но в последнее время прилагаются усилия для возвращения языка в сферу повседневного общения: ведётся обучение детей, публикуются англо-норфолкские словари, введены двуязычные дорожные указатели и т. п. В 2007 году ООН внесла норфолкский в список языков, находящихся под угрозой исчезновения.
В настоящее время норфолкское наречие причисляют к языкам и относят его к группе атлантических креольских языков. Относительная доступность острова Норфолк привела к большему (по сравнению с островом Питкэрн, где распространён близко родственный норфолкскому питкэрнский язык), числу контактов носителей норфолкского языка с англофонами.
Считается, что из двух языков, «породивших» норфолкский, — английского и таитянского — в большей мере на формирование норфолкского языка повлиял английский: слова таитянского происхождения в норфолкском в основном относятся к табуированной лексике и негативным определениям.
Будучи преимущественно разговорным языком, норфолкский долго не имел литературной формы. На протяжении последних десятилетий было предпринято несколько попыток выработать для него стандартную орфографию — либо на основе действующих английских правил, либо на фонетическом принципе с применением особых диакритических знаков для специфических норфолкских звуков. Усилия увенчались публикацией в 1988 году первой грамматики норфолкского языка.
Ввиду того, что, как уже указывалось, норфолкский язык зачастую не имеет слов для выражения определенных понятий, особенно из области науки и техники, некоторые его носители полагают необходимым вместо заимствования соответствующих английских лексем создать особый комитет, который был бы наделён функцией и полномочиями по изобретению новых слов на основе внутренних возможностей языка. В этом ситуация с норфолкским языком не уникальна: похожие тенденции языкового пуризма сегодня наблюдаются во многих языках мира: например, в маорийском, исландском, хорватском, чешском, турецком и др.